# 山口由紀子
山口 由紀子（やまぐち ゆきこ、1979年6月25日 - ）は、スタイルコーポレーションに所属していた日本の元レースクイーン、タレント。埼玉県出身。愛称は「ゆっきぃ」。

## 人物
- 趣味：ネイルアート、マラソン
- 特技：ジャズダンス
- 好きな色：ピンク

## 来歴
- 2001年、同じ事務所の澄谷薫らと共にスーパー耐久イメージガール「スーパーガールズ2001“Bacarra Five”」に就任。
- 2002年、JGTC「ESPELIRエンジェル」、2003年にJGTC「Team GAIKOKUYAレースクイーン」を務める。
- 2004年：「グラビアホリデー2004」（NTTコミュニケーションズ主催）グランプリを受賞。
- 2004年から2007年まで、ingsイメージガール“AZURE”（アジュール）のメンバーとして活動する[1]。
- スタイル創業当初から長らく在籍していたタレントの一人であったが、2009年11月1日開催の「スタイルコーポレーション10周年記念ライブ」にて引退を発表。OLに転身したことを明かした。

## 出演

### 映画
- 呪戒 JUKAI （2005年）
- 筋モン・リーグ〜野球編〜 （Vシネマ・2005年）
- ルナハイツ（2005年）
- ルナハイツ2（2006年）

### テレビ番組
- パラオランド（静岡朝日テレビ）

### CM
- JR東海
- 福島空港

### モデル
- 「AIMER」ウェディングドレスモデル（2005年）

## リリース作品

### 写真集
- Baccara Five （KKベストセラーズ・2001年4月）

### DVD
- わたしは子猫〜甘えさせてニャン〜 （2003年）
- Pure Body （2004年6月25日）
- naked （2005年9月7日）